# Мозамбик на летних Олимпийских играх 1996
Мозамбик принимал участие в Летних Олимпийских играх 1996 года в Атланте (США) в пятый раз за свою историю, и завоевал одну бронзовую медаль. Сборную страны представляли 3 спортсмена, в том числе 1 женщина. Это первая олимпийская медаль Мозамбика.

## Бронза
Лёгкая атлетика, женщины, 800 метров — Мария Мутола.